# 石家庄东站 (地铁)
石家庄东站是石家庄地铁1号线的地铁车站，位于中华人民共和国河北省石家庄市裕华区秦岭大街与和平东路交叉口，于2017年6月26日开通。

## 车站结构
地铁石家庄东站位于秦岭大街与和平东路交叉口，沿秦岭大街设置，呈南北走向，为地下两层岛式站台车站，车站长225米，宽22米，车站地下一层为站厅层，地下二层为站台层，站台设置全高站台门。车站南侧设有一条单渡线。
| 地面              | 出入口 | B、C、D出入口                                                                                         |
| 地下一层          | 站厅   | 客服中心、自动售票机、验票机                                                                          |
| 地下二层          | 站台   | \| \| \| █ 1号线往福泽（南村） \| \| 島式 · 開左邊车门 \| \| \| \| \| \| █ 1号线往西王（火炬广场） \| |
|                   |        | █ 1号线往福泽（南村）                                                                                 |
| 島式 · 開左邊车门 |        | |
|                   |        | █ 1号线往西王（火炬广场）                                                                             |

## 车站出口
地铁石家庄东站目前开放3个出入口，近D出入口设有地下连通道连接国铁石家庄东站出站通道，各出口及周围设施如下所示：
| 出口编号                             | 照片 | 地点                               | 可到达目的地                                   |
| ------------------------------------ | ---- | ---------------------------------- | ---------------------------------------------- |
| 出口 · B · 扶手电梯标志              |      | 秦岭大街（东侧），和平东路（南侧） | 玄武纯净水厂                                   |
| 出口 · C · 扶手电梯标志              |      | 秦岭大街（西侧），和平东路（南侧） | 河北润和医药有限公司，石家庄日报社文化产业园区 |
| 出口 · D · 升降机标志 · 扶手电梯标志 |      | 秦岭大街（西侧），和平东路（北侧） | 国铁石家庄东站                                 |
| 註： 設有 \| 設有扶手電梯            |      |                                    |                                                |

## 接驳交通

### 铁路
- 国铁石济客运专线石家庄东站

### 公交车
- 石家庄东站：87路，88路，99路，519路，536路，702路，快516路

## 历史
本站工程名与正式站名均为石家庄东站，以车站临近的国铁车站命名。
- 2015年4月21日，车站主体结构封顶[2]。
- 2017年
  - 6月26日，本站随1号线通车开通[1]。
  - 12月28日，车站与国铁车站地下连通道启用[4]。
- 2021年1月9日，受新冠疫情影响，车站暂停运营[5]。2月19日，车站恢复运营[6]。
- 2022年8月28日，受新冠疫情影响，车站暂停运营[7]。9月6日，车站恢复运营[8]。